# 獅子座48
獅子座48，又名BD+07 2330，HD 91612、SAO 118376、HR 4146，是獅子座的一颗恒星，视星等为5.08，位于銀經238.51，銀緯51.84，其B1900.0坐标为赤經10h 29m 35s，赤緯+7° 51.84′ 7″。